# Distrito electoral de Osage (condado de Otoe, Nebraska)
Osage (en inglés: Osage Precinct) es un distrito electoral ubicado en el condado de Otoe en el estado estadounidense de Nebraska. En el Censo de 2010 tenía una población de 213 habitantes y una densidad poblacional de 2,28 personas por km².

## Geografía
Osage se encuentra ubicado en las coordenadas 40°34′26″N 96°10′12″O / 40.57389, -96.17000. Según la Oficina del Censo de los Estados Unidos, Osage tiene una superficie total de 93.26 km², de la cual 93.08 km² corresponden a tierra firme y (0.19%) 0.18 km² es agua.

## Demografía
Según el censo de 2010, había 213 personas residiendo en Osage. La densidad de población era de 2,28 hab./km². De los 213 habitantes, Osage estaba compuesto por el 99.53% blancos, el 0.47% eran afroamericanos, el 0% eran amerindios, el 0% eran asiáticos, el 0% eran isleños del Pacífico, el 0% eran de otras razas y el 0% pertenecían a dos o más razas. Del total de la población el 1.41% eran hispanos o latinos de cualquier raza.